# Femme trans
Ne doit pas être confondu avec Homme trans ou Travestissement.

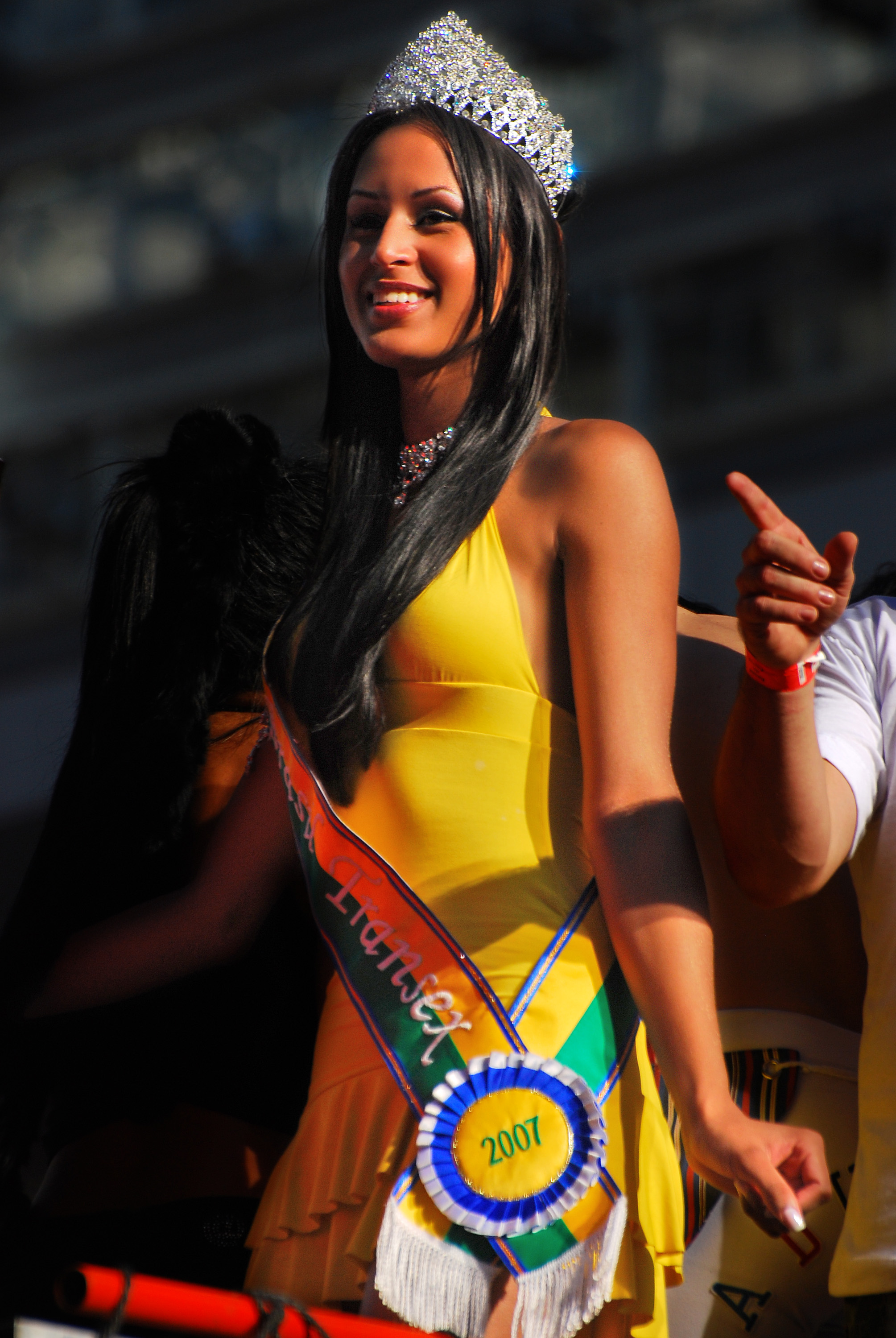
Pamela Soares, une femme trans à la Pride de São Paulo en 2008.

Une femme trans ou femme transgenre est une personne dont l’identité de genre est féminine, alors que le genre qui lui a été assigné à la naissance sur la base de l'apparence de son sexe est masculin.
Le terme transsexuelle est encore parfois employé, mais il se fait plus rare et n'est pas recommandé. 

## Terminologie
Les personnes transgenres sont définies comme celles dont l'identité de genre est différente de celle associée à leur genre assigné à la naissance.
Le terme « femme trans » réunit le genre à laquelle la personne s'identifie (femme), et « transgenre ».
Le terme « personne transféminine » (parfois raccourci en « personne transfem » ) est un terme générique désignant les personnes trans assignées homme à la naissance avec une identité de genre à prédominance féminine. Cela inclut les femmes trans, mais aussi les personnes non binaires assignées homme à la naissance, qui peuvent avoir une identité partiellement féminine, mais pas entièrement féminine.
Le terme « transsexuelle » est avant tout un terme médical désuet que les associations et les journalistes recommandent de ne pas utiliser,, de même que le Défenseur des droits français qui explique en 2020 que :

« si les notions de “transsexualisme”, de “transsexuel”, de “transsexuelle” ou encore d’“identité sexuelle” ont pu être employées par le passé, le Défenseur des droits recommande d’utiliser les termes “identité de genre” et “personnes transgenres” car la transidentité est une expérience indépendante de la morphologie et donc du sexe des personnes. »

Certains termes péjoratifs et transphobes sont parfois utilisés pour parler des femmes transgenres, alors qu'ils désignent d'autres réalités, par exemple : travelo (tranny en anglais) qui fait référence à un homme qui se déguise en femme, ce terme n'étant par ailleurs pas lié à des pratiques sexuelles ou à la prostitution mais peut faire partie des cosplay ; shemale (de l'anglais she, elle, et male, mâle) est un terme fétichisant issu de la pornographie désignant une femme trans ayant une expression de genre extrêmement féminine et ayant gardé son pénis.
Certaines femmes trans ayant achevé leur transition de genre désirée préfèrent être simplement appelées « femme ». Certaines d'entre elles peuvent aussi ne pas vouloir être perçues comme des « femmes trans », étant donné la tendance de la société à classer « autre », tout individu qui n'entre pas dans le système de la binarité de genre, ou bien parce que, pour des raisons personnelles, elles ne souhaitent pas s'identifier comme des personnes transgenres en phase post-transitionnelle.

## Vocabulaire

### Travesti
En Amérique latine, et plus particulièrement au Brésil, de nombreuses personnes assignées hommes à la naissance et s'identifiant au féminin se reconnaissent davantage dans le terme travesti, « un substantif féminin, et jamais un verbe qui soumet et infériorise », selon la formule de Bruna Benevides. Bien que « les travestis [soient] toujours des identités féminines », toutes les travestis ne se considèrent cependant pas comme étant des femmes, et celles qui le font tendent à préciser qu'elles sont des « femmes travestis ». Ainsi, la travestilité (ou transvestidentité) constitue pour beaucoup « un autre genre, au-delà du genre masculin et féminin cisgenre institué ».
C'est dans les années 1990 que l'identité travesti a commencé à devenir une véritable identité de genre en Amérique latine, en réaction aux entreprises d'« hygiénisation » des identités trans. Ainsi, alors que le terme n'était pas inclus dans son nom au moment de sa création, la première association trans brésilienne a été contrainte à cette époque de se renommer Association nationale des travestis et transsexuels (pt) après que des travestis ont protesté en ce sens.

### Dysphorie de genre
La transidentité peut se manifester par un sentiment personnel qu’il y a un décalage entre plusieurs choses :
- le genre qui a été assigné par le corps médical à la naissance ;
- la façon dont la personne est perçue par la société en termes de genre ;
- et la perception de sa propre identité.

Ces décalages peuvent provoquer une dissociation vis-à-vis de l’image que l’on a de soi-même. Cela peut aller du simple inconfort d’entendre son prénom de naissance à la haine de son corps, conduisant parfois à la dépression voire au suicide, en particulier dans un environnement hostile. La douleur peut être physique et mentale.
On appelle cela la dysphorie de genre.

## Transition
Les femmes trans peuvent effectuer une transition (socialement, médicalement, administrativement).
La transition renvoie à l’ensemble de ce qu’une personne va mettre en place afin de réduire l’écart entre sa perception d’elle-même et de ce qu’elle renvoie au monde. Par exemple : suivre un traitement hormonal, faire un coming out auprès de ses proches ou public, changer de prénom, demander à ce qu’on utilise des pronoms et accords différents pour la désigner, changer sa garde-robe, entraîner sa voix, modifier sa façon de marcher, se faire opérer…

### Transition sociale
La transition sociale consiste en un ou plusieurs changements concernant l'apparence sociale de la personne : le changement de prénom et de pronoms pour être désignée, l'adoption d'une apparence vestimentaire et/ou d'une chevelure féminine, le port du maquillage sont des possibilités pour réaliser une transition sociale. Certaines techniques sont conçues pour masquer des caractéristiques liées au buste, aux appareils génitaux ou à la pilosité : tucking, port de brassières ou de soutien-gorges rembourrés, rasage ou épilation.

### Transition administrative
La transition administrative consiste à faire modifier les documents officiels (état civil, diplômes, permis de conduire…) pour qu'ils reflètent la nouvelle identité : soit uniquement par la réattribution d'un sexe officiel congruent avec l'identité renseigné sur les documents pertinents, soit (beaucoup plus souvent) également par la reconnaissance d'un changement de nom (choix d'un prénom cohérent avec le genre ressenti).
Les démarches de changement de nom peuvent se faire en mairie, en préfecture, et parfois à l'université (notamment pour les diplômes), mais en France, une demande de changement de sexe se fait auprès du tribunal. La loi demande de prouver que la vie sociale se déroule sous le sexe revendiqué, mais n'exige aucune preuve médicale de transition physique.

## Orientation sexuelle
Le stéréotype du garçon efféminé ou gay qui devient une femme trans est très commun, mais n'est en réalité pas soutenu par la recherche.
Une étude sur 3 000 femmes trans a montré que 23 % d'entre elles se déclaraient hétérosexuelles, 31 % comme bisexuelles, 29 % comme lesbiennes, 7 % comme asexuelles, 7 % comme queer, et 2 % comme « autre ».

## Problèmes spécifiques aux femmes trans

### Santé mentale
Les femmes trans peuvent ressentir de la dysphorie de genre, c'est-à-dire la détresse relative au décalage entre leur identité de genre et, selon les auteurs, leur sexe de naissance ou le sexe qui leur a été assigné à leur naissance (et le rôle de genre associé, ainsi que les caractéristiques sexuelles primaires et secondaires).

### Accès aux soins de santé
En France, les soins de transition sont globalement pris en charge par l'Assurance maladie. Depuis un décret du 8 février 2010, la prise en charge à 100 % des soins au titre des « troubles de l'identité de genre » relève de l'ALD (hors liste).
Selon la Caisse nationale de l'assurance maladie :
- Au total, 8 952 personnes sont titulaires d’une ALD pour « transidentité » en 2020 (dont 294 âgées de 17 ans et moins). Les personnes mineures représentent 3,3 % des titulaires d’une ALD et près de 70 % des bénéficiaires ont entre 18 et 35 ans. La répartition entre femme trans, homme trans et personne non-binaire n'est pas connue.
- Le nombre de demandes (accord et refus) de prise en charge de chirurgie mammaire et pelvienne de réassignation ont été multipliées par quatre entre 2012 (n = 113) et 2020 (n = 462). Ces demandes ont reçu un accord dans une proportion de 62 % à 74 % selon l’année. L’accord se répartissait de façon stable autour de 40 % de chirurgie de masculinisation et 60 % de chirurgie de féminisation.

## Discrimination et violences

### Transmisogynie
Les femmes trans font face à de nombreuses discriminations et à de la transphobie, comme le montre une étude portant sur 3 000 femmes trans vivant aux États-Unis, résumée dans le rapport Injustice at Every Turn: A Report of the National Transgender Discrimination Survey.
Les discriminations sont particulièrement marquées à l'égard des femmes trans racisées, qui font l'expérience de l'intersection du racisme et de la transphobie,,. Selon le projet Trans Murder Monitoring (TMM) qui surveille, collecte et analyse les rapports d’homicides de personnes trans et de genre divers dans le monde entier, en 2022, 327 meurtres de personnes trans et de genre divers ont été recensés entre le 1er octobre 2021 et le 30 septembre 2022. Avec 222 cas, l’Amérique latine et les Caraïbes restent la région qui a signalé le plus grand nombre de meurtres.
Les données TMM 2022 montrent que :
- 327 personnes trans et de genre divers auraient été assassinées ;
- Des cas en Estonie et en Suisse ont été signalés pour la première fois – les deux victimes étaient des femmes trans noires migrantes (Sabrina Houston de la Jamaïque ; Cristina Blackstar du Brésil)
- 95 % de ces assassinats ont fait pour victimes des femmes trans ou des personnes transféminines ;
- La moitié des personnes trans assassinées dont la profession est connue étaient des travailleuses du sexe ;
- Parmi les cas disposant de données sur la race et l'origine ethnique, les personnes trans racisées représentent 65 % des meurtres signalés ;
- 36 % des personnes trans assassinées en Europe étaient des personnes migrantes ;
- 68 % de tous les meurtres enregistrés ont eu lieu en Amérique latine et dans les Caraïbes ; 29% du total se produit au Brésil ;
- 35 % des meurtres ont eu lieu dans la rue et 27 % dans leur propre domicile ;
- La plupart des victimes assassinées avaient entre 31 et 40 ans.

L'association s'inquiète de la « tendance mondiale inquiétante en ce qui concerne les croisements de misogynie, de racisme, de xénophobie et de putophobie, la plupart des victimes étant des femmes trans noires et migrantes racisées, ainsi que des travailleuses du sexe trans ».
Selon l'association : « Ces chiffres ne sont qu’un petit aperçu de la réalité sur le terrain. La majorité des données provenaient de pays dotés d’un solide réseau d’organisations trans et LGBTIQ qui effectuent la surveillance. La plupart des cas continuent de ne pas être signalés et, lorsqu’ils sont signalés, ils reçoivent très peu d’attention ».
Dans son ouvrage intitulé Whipping Girl, a Transsexual Woman on Sexism and the Scapegoating of Femininity, Julia Serano autrice trans et féministe, analyse la situation des femmes trans dans la société occidentale et nomme le type de discrimination auquel elles font face : la « transmisogynie ». Par ses propos, l’autrice met en avant les difficultés liées au sexisme et du mépris des hommes que subissent les femmes cisgenres et les femmes trans (en plus de transphobie dans le cas présent). Pour elle, les femmes trans seraient davantage rejetées et méprisées, non pas pour leur transidentité de prime abord, mais avant tout pour leur statut de femme au sein d’une société qui valorise les masculinités au détriment des féminités.
Pat Califia, auteur de Sex Changes et Public Sex a indiqué que le groupe étudié avait été très lucide concernant les réponses à donner pour être éligible au traitement hormonal et/ou à la chirurgie de réattribution sexuelle : « Aucun des spécialistes de l'égalité des sexes ne semble réaliser qu'ils sont eux-mêmes responsables de la situation où les transsexuels doivent décrire un ensemble prédéfini de symptômes et faire un récit de manière clairement prescrite afin d'obtenir l'approbation du docteur pour ce qui devrait être leur droit inaliénable. »

### Transphobie et TERF
Dans son article « Quelle place pour les femmes trans au sein des mouvements féministes ? », le professeur Alexandre Baril, s'inspire du livre Excluded de Julia Serano pour tenter de pointer les idées reçues sur les femmes trans présentes dans certains groupes féministes. Il rapporte que des groupes féministes refusent la présence de femmes trans (TERFs), car elles ne seraient pas des femmes mais des hommes. Le terme de TERF est souvent remis en question par les personnes qui sont nommés par ce qualificatif, car vu comme une insulte ; le terme de critique du genre lui est souvent préféré.
Ces groupes se réclamant du féminisme justifient leur exclusion des femmes trans à partir de postulats tels que : « Les femmes trans ne sont pas des femmes car
- les femmes trans ont une biologie masculine,
- elles ont eu une socialisation masculine,
- elles possèdent des privilèges masculins,
- elles menacent la sécurité des autres femmes. »

Dans un premier temps, Alexandre Baril questionne la manière de déterminer le sexe d'une personne. Il rappelle que des autrices féministes, comme Anne Fausto-Sterling, ont établi plusieurs dimensions au sexe (par exemple anatomique, gonadique, chromosomique et hormonal), composantes pouvant varier d'une personne à l'autre. Les groupes féministes ne font d'ailleurs pas d'examen physique pour vérifier le sexe des femmes, elles se fient plutôt à l'autodétermination.
Deuxièmement, il présente que l'exigence d'une socialisation spécifiquement féminine est illogique car la socialisation ne détermine pas l'identité de genre. Si l'argument d'avoir vécu l'expérience de socialisation et d'oppression féminine étaient valable, d'autres mouvements sociaux, comme celui LGBQ, ne pourraient pas se rassembler car ils sont constitués de personnes aux parcours de vie différents.
Troisièmement, il souligne que les privilèges masculins sont distribués inégalement entre les hommes en fonction d'autres appartenances telles que la race ou l'orientation sexuelle. Il rappelle que les privilèges ne sont pas éternels et qu'une femme trans peut perdre ses privilèges masculins pendant sa transition.
Finalement, il rappelle que dans un environnement non mixte, la couleur de peau des femmes blanches peut être à l'origine d'un sentiment d'insécurité chez les femmes racialisées de même nature que celui induit par les poils, la taille ou la voix dans un groupe non mixte. En l'oubliant, les féministes reproduisent plutôt l'oppression vécue par les femmes racialisées, et il s'agit donc pour lui d'un argument transphobe et raciste. Si l'objectif est d'assurer la création d'espace sécuritaire, Alexandre Baril suggère de « s'attaquer aux dynamiques internes des groupes et aux comportements problématiques dans ces espaces ».
Pour les Trans-exclusionary radical feminist (TERFs), qui se réclament du féminisme, confondre le sexe et l'identité de genre, déclarative, des femmes transgenres sur le plan légal remettrait en cause les droits des femmes en termes d'accès aux espaces réservés aux femmes comme les sanitaires, les hébergements d'urgence ou les prisons pour femmes,.
La présence de femmes transgenres dans les compétitions sportives féminines, qui sont parfois vues comme physiquement avantagées par rapport aux femmes cisgenres, est également source de débats au sein du mouvement féministe.
Il est à noter que la participation des femmes transgenres à des compétitions sportives est souvent soumise à des conditions, voire interdite comme c'est le cas pour les épreuves d'athlétisme à la suite d'une décision de la Fédération internationale d'athlétisme. Les données actuelles indiquent également que les femmes transgenres ayant suivi un traitement de suppression de testostérone ne profitent d’aucun avantage biologique net sur les femmes cisgenres dans le sport d’élite. Le Comité international olympique (CIO) souligne aussi qu’il ne faut pas supposer automatiquement qu’une athlète transgenre a un avantage injuste dans les épreuves féminines.